# Champagnole
Champagnole [ʃɑ̃paɲɔl] ist eine französische Industriestadt und Gemeinde im Département Jura in der Region Bourgogne-Franche-Comté. Sie gehört zum Kanton Champagnole im Arrondissement Lons-le-Saunier.

## Geografie
Champagnole liegt auf 538 m ü. M., etwa 28 Kilometer ostnordöstlich der Stadt Lons-le-Saunier und 60 Kilometer südlich von Besançon (Luftlinie). Die Stadt erstreckt sich im Jura in einer Ebene, die vom Ain durchflossen wird, am Südfuß des Mont Rivel und nördlich des Hochplateaus von Champagnole.
Die Fläche des 20,18 km² großen Gemeindegebiets umfasst einen Abschnitt des französischen Juras. Der zentrale Teil des Gebiets wird von der Ebene von Champagnole eingenommen, die durchschnittlich auf 540 m ü. M. liegt. In diese Ebene ist der gewundene Flusslauf des Ain mit einem 20 bis 40 m tiefen und maximal 500 m breiten Tal eingesenkt. Bei Champagnole mündet von rechts die Loudaine. Mit Ausnahme eines kleinen Gebiets nahe dem Ortszentrum verläuft die südliche Grenze stets entlang dem Ain. Nach Westen reicht der Gemeindeboden mit einem schmalen Streifen über die Ebene bis in den Bois de la Masselette (570 m ü. M.), wobei hier die nördliche Grenze von einem weiteren rechten Zufluss des Ain, dem Angillon, gebildet wird.
Im Norden reicht das Gemeindeareal bis auf den freistehenden Berg Mont Rivel, auf dem mit 783 m ü. M. die höchste Erhebung von Champagnole erreicht wird. Nach Osten und Südosten erstreckt sich das Gebiet in die ausgedehnte Waldung Bois de Sapois (bis 730 m ü. M.) und entlang des Ain bis an die Mündung der Saine bei den Industriewerken von Syam. Die Gemeinde liegt nordwestlich des Regionalen Naturparks Haut-Jura, mit dem sie als offizieller Zugangsort assoziiert ist.
Nachbargemeinden von Champagnole sind Montrond, Ardon, Vannoz und Équevillon im Norden, Sapois und Bourg-de-Sirod im Osten, Syam, Cize und Ney im Süden sowie Monnet-la-Ville, Pont-du-Navoy und Crotenay im Westen.

## Geschichte

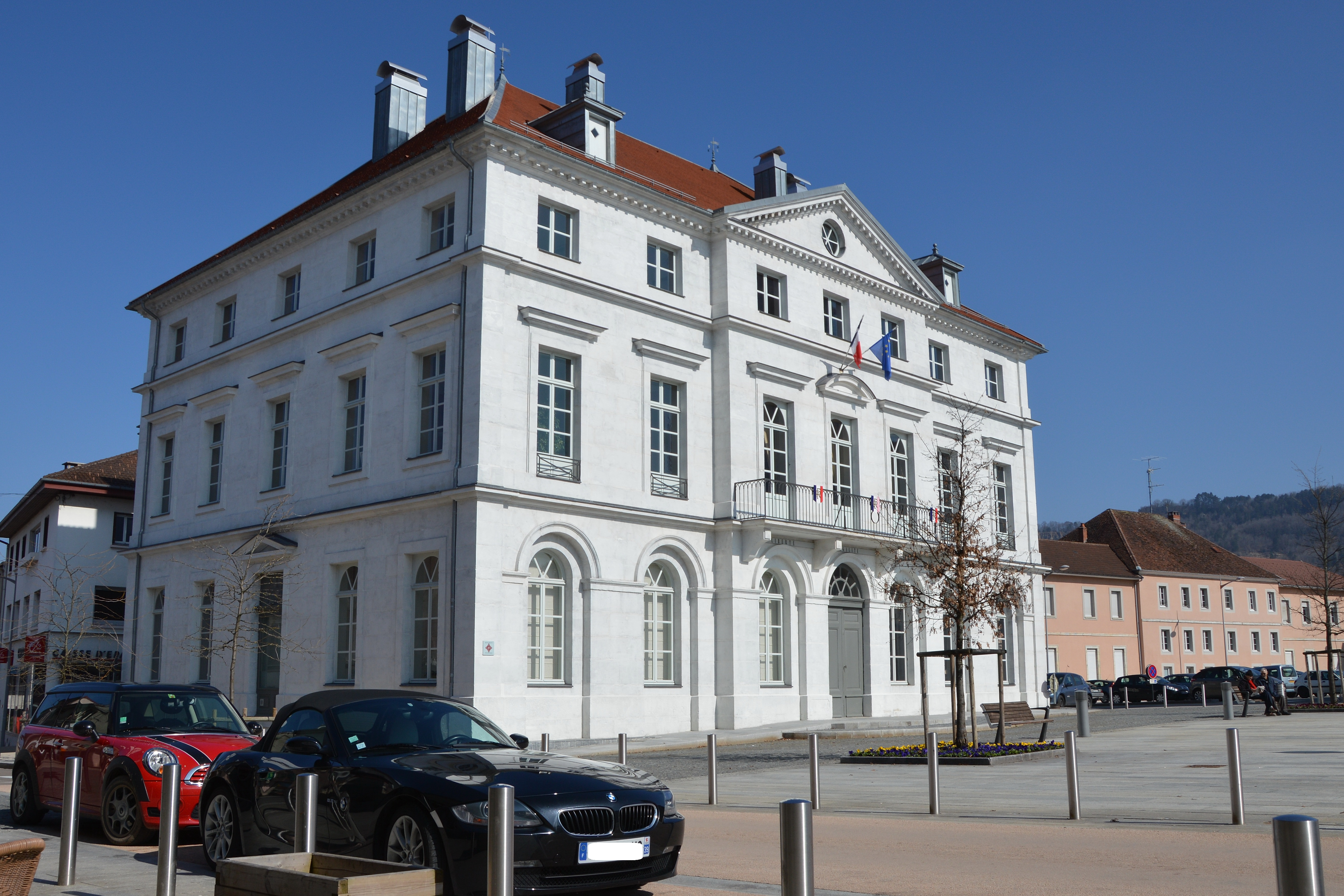
Hôtel de ville (Rathaus)

Anhand verschiedener Funde auf der Flur En Curtil konnte nachgewiesen werden, dass das Gemeindegebiet von Champagnole bereits während der Römerzeit besiedelt war. Erstmals urkundlich erwähnt wird der Ort im 10. Jahrhundert unter der Bezeichnung Campagnola. Der Ortsname leitet sich vom lateinischen Wort campaniola her, der Diminutivform von campania (flaches Land, Ebene).
Seit dem Mittelalter gehörte Champagnole zur Herrschaft Montrivel, die unter der Oberhoheit der Herren von Chalon-Arlay stand. Im Jahre 1320 erhielt es von der Herrscherfamilie das Stadtrecht zugesprochen. Zu jener Zeit war es Standort eines Siechenhauses und eines Hospitals. Im Spätmittelalter wurde Champagnole mehrfach durch Kriege oder Brände zerstört. 1479 wurde das in der Franche-Comté gelegene Städtchen von Truppen des Königs Ludwig XI. gebrandschatzt, 1580 durch einen Großbrand heimgesucht, 1633 bis 1636 von Pestepidemien in Mitleidenschaft gezogen und 1637 durch Truppen von Henri II. d’Orleans, Herzog von Longueville, zerstört. Zusammen mit der Franche-Comté gelangte Champagnole mit dem Frieden von Nimwegen 1678 an Frankreich. Durch einen Großbrand wurde das Städtchen 1798 weitgehend zerstört. Der Wiederaufbau in den folgenden Jahren erfolgte nach streng geometrischem Prinzip mit geraden und sich meist rechtwinklig kreuzenden Straßen. Seit dem Beginn des 19. Jahrhunderts entwickelte sich Champagnole zu einem Industriestandort.
Im Zweiten Weltkrieg befand sich Frankreich unter deutscher Besatzung. Am 1. August 1944 kam es in Champagnole zu einem Angriff der Forces françaises de l’intérieur gegen eine Gruppe der deutschen Organisation Todt.

## Sehenswürdigkeiten

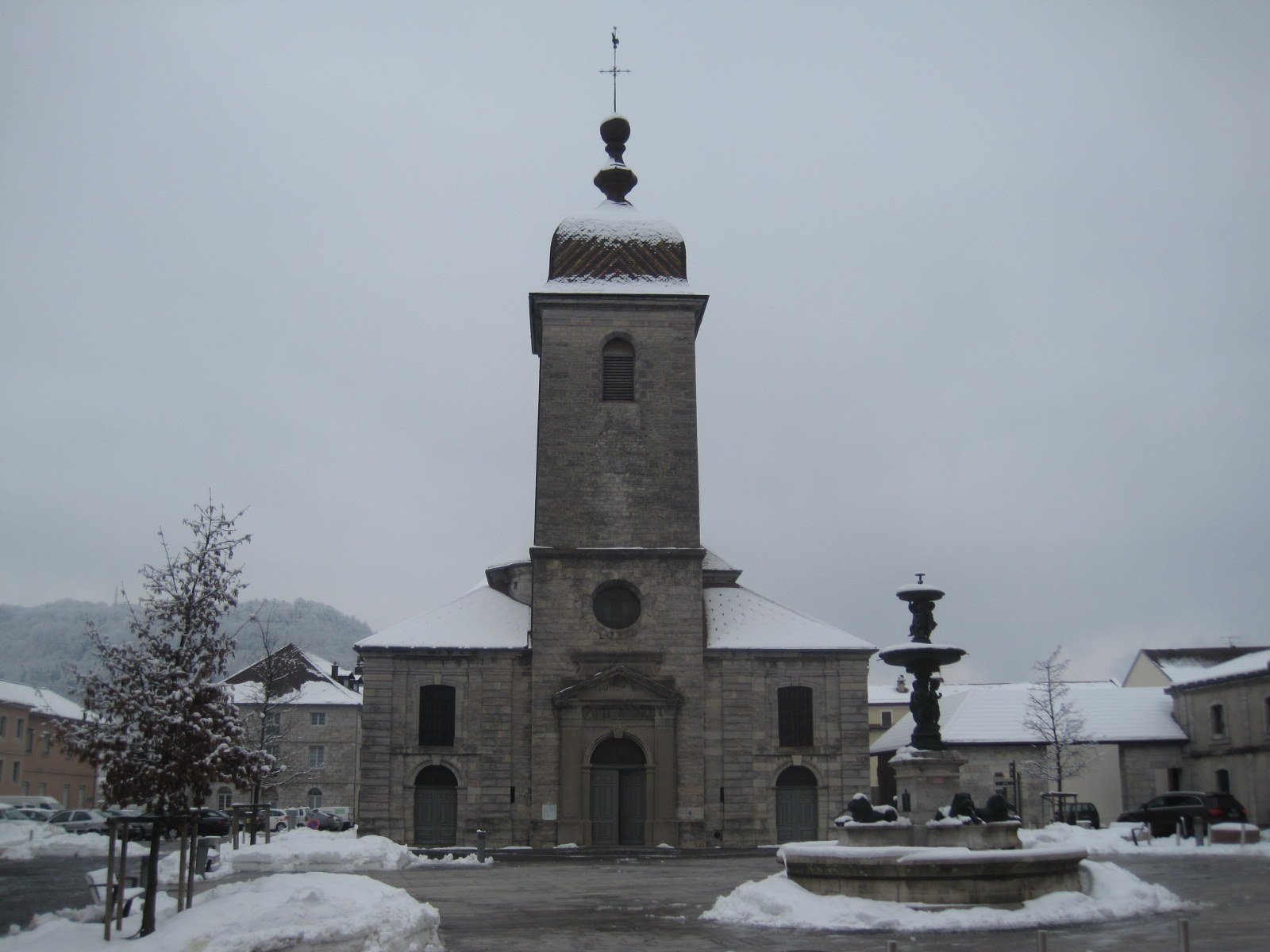
Kirche Saint-Cyr-et-Sainte-Julitte

Die Pfarrkirche Saint-Cyr-et-Sainte-Julitte wurde 1750 erbaut und besitzt einen Glockenturm mit Zwiebelhaube. Die Kirche zeichnet sich durch eine reiche Ausstattung aus, darunter einen Barockaltar aus dem frühen 17. Jahrhundert (vom Ursulinenkloster in Poligny erworben) und eine Orgel von Marin Carouge (von 1721) aus der Jakobinerkirche in Poligny. Zu den wichtigen profanen Bauwerken zählen das Hôtel de Ville (Rathaus), das 1830 im Stil des Neoklassizismus erbaut wurde und ein bemerkenswertes Treppenhaus sowie schöne Säle besitzt, sowie das Château d’Eau, welches als Wachtturm und Wasserspeicher nach dem Brand von 1798 errichtet wurde und später der Bevölkerung als Uhrturm diente. Über den Ain führen der Pont de l’Epée (im 18. Jahrhundert an der Stelle einer römischen Brücke erbaut) und der Pont Neuf (von 1841). Auf dem Mont Rivel sind Grundmauern eines gallorömischen Tempels erhalten. Im Archäologischen Museum von Champagnole werden Objekte gezeigt, die bei verschiedenen Ausgrabungen zwischen 1965 und 1992 in der näheren Region (unter anderem auf dem Mont Rivel) zutage gefördert wurden.

## Bevölkerung
| Jahr                       | 1962 | 1968 | 1975   | 1982 | 1990 | 1999 | 2005 | 2019 |
| -------------------------- | ---- | ---- | ------ | ---- | ---- | ---- | ---- | ---- |
| Einwohner                  | 7531 | 9273 | 10.293 | 9713 | 9250 | 8616 | 8296 | 8014 |
| Quellen: Cassini und INSEE |      |      |        |      |      |      |      |      |

Mit 8035 Einwohnern (Stand 1. Januar 2022) gehört Champagnole zu den größeren Gemeinden des Départements Jura. Starke Wachstumsraten wies Champagnole zur Zeit seiner Industrialisierung in der ersten Hälfte des 19. Jahrhunderts auf. Danach blieb die Einwohnerzahl über lange Zeit relativ konstant, bis ab 1920 wieder eine langsame, aber stetige Zunahme erfolgte. Ein erneuter Wachstumsschub folgte in der Zeit von etwa 1950 bis 1970, in der sich die Einwohnerzahl verdoppelte. Der bisherige Höchststand wurde Mitte der 1970er Jahre mit ungefähr 10.300 Einwohnern erreicht. Bedingt durch Betriebsschließungen und Arbeitsplatzverluste nahm die Einwohnerzahl von Champagnole seither kontinuierlich ab. Insgesamt wurde ein Rückgang um fast 20 % verzeichnet.

## Wirtschaft
Champagnole war lange Zeit ein durch den Handel mit landwirtschaftlichen Erzeugnissen der Umgebung geprägtes Städtchen. Entlang dem Flusslauf des Ain siedelten sich schon früh Betriebe an, die von der Wasserkraft abhängig waren, darunter Mühlen und Sägereien. So zählten die Holzverarbeitung, die Herstellung von Möbeln und Spielzeug sowie die Holzschnitzerei seit dem 18. Jahrhundert zu den wichtigen Wirtschaftszweigen. Mit der Industrialisierung zu Beginn des 19. Jahrhunderts kamen zu den traditionellen Branchen ein Zementwerk, ein Stahlwerk, die Uhren- und die Textilindustrie hinzu.
Heute ist Champagnole eine wichtige Industriestadt im Jura. Die größeren Industrie- und Gewerbezonen konzentrieren sich auf die Fläche zwischen der Bahnlinie und der Umfahrungsstraße im Norden und Osten des Zentrums. Zu den wichtigen Industriezweigen zählen heute die Holzindustrie, die Möbelherstellung, die Herstellung von Badezimmerausstattung, die optische Industrie, ein Eisen- und Stahlwerk, eine Aluminiumgießerei, Fabrikation von Uhrenzubehörteilen, Druckereien, Mikromechanik und das Transportgewerbe. Während langer Zeit bedeutende Fabriken wie das Zementwerk und die Spielzeugfabrik Jouef stellten ihren Betrieb Ende des 20. Jahrhunderts ein.
Im Weiteren erfüllt Champagnole seine zentralörtliche Funktion für eine große Region des westlichen Plateaujuras. Die Stadt ist Standort zahlreicher Detailhandelsgeschäfte, mehrerer Einkaufszentren, Handelsfirmen (unter anderem für Informatik), Versicherungs- und Bankgesellschaften und besitzt ein Hospital. In Champagnole können alle Stufen der obligatorischen Schulausbildung besucht werden. Für die höhere Ausbildung stehen ein öffentliches und ein privates Gymnasium sowie eine Berufsschule zur Verfügung.

## Verkehr
Die Stadt ist verkehrstechnisch gut erschlossen. Sie bildet einen Straßenverkehrsknotenpunkt an der Nationalstraße N 5, die von Genf via Champagnole nach Dole führt. Weitere regionale Straßenverbindungen bestehen mit Lons-le-Saunier, Salins-les-Bains und Pontarlier. Das Zentrum wird heute durch eine Umfahrungsstraße vom Transitverkehr entlastet. Der nächste Anschluss an die Autobahn A 39 (Dijon – Bourg-en-Bresse) befindet sich in einer Entfernung von rund 35 km. Champagnole besitzt einen Bahnhof an der Eisenbahnlinie, welche die Strecke von Andelot-en-Montagne nach Morez bedient. Es gibt direkte Zugverbindungen nach Dole und Saint-Claude.
Der Flugplatz Champagnole-Crotenay (Graspiste) befindet sich rund 10 km westlich der Stadt bei Crotenay.

## Persönlichkeiten
- Georges Trouillot (1851–1916), Politiker
- Guy Balland (* 1960), Skilangläufer
- Sylvain Guillaume (* 1968), Nordischer Kombinierer
- Élodie Bourgeois-Pin (* 1982), Skilangläuferin
- Quentin Fillon Maillet  (* 1992), Biathlet

## Partnerschaften
- Dukinfield (Großbritannien)
- Gottmadingen (Baden-Württemberg, Deutschland)
- Varedo (Monza und Brianza, Italien)